# Pentagon
Pentagon (кор. 펜타곤, яп. ペンタゴン、; часто стилизуется как PENTAGON, используется сокращение PTG) — южнокорейский бойбенд, сформированный в 2016 году компанией Cube Entertainment. Коллектив на данный момент состоит из 9 участников: Хви, Джинхо, Хонсока, Шинвона, Ёвона, Йенана, Юто, Кино, Усока. Все они были представлены через реалити-шоу, созданное Cube в сотрудничестве с телеканалом Mnet — «Pentagon — Создание» (англ. Pentagon Maker). Группа выпустила свой дебютный одноимённый мини-альбом 10 октября 2016 года. В августе 2018 года группу покинул E’Dawn.

## Карьера

### 2016:Pentagon Maker, дебют сPentagonиFive Senses
26 апреля 2016 года Cube Entertainment представили публике первый с момента анонса новой мужской группы трейлер «Come into the World». Финальный состав коллектива был представлен через реалити-шоу «Pentagon — Создание». К его концу Джинхо, Хви, Хонсок, Ёвон, Юто, Кино и Усок были официально утверждены в состав будущего бойбенда. 9 июля Pentagon выпустили песни «Young» и «Find Me». Видеоклип «Young» при участии Хви, Ёвона, Кино, Усока и Юто также был выпущен. Изначально свой дебютный шоукейс группа должна была провести 23 июля, однако и он, и дата дебюта были отложены по внутренним причинам компании.
Pentagon дебютировали 10 октября в составе 10 участников — были добавлены Идон, Шинвон и Йенан, ранее исключённые в реалити-шоу. В тот же день был выпущен одноимённый мини-альбом и группа провела шоукейс. Pentagon дебютировал на 10 месте в альбомном чарте Gaon, уже на следующей неделе альбом достиг 7 места. Группа провела свой первый концерт 6 декабря в Yes24 Live Hall, билеты на который были распроданы менее, чем за 8 минут после поступления в продажу. 7 декабря был выпущен второй мини-альбом Five Senses. Он также имел коммерческий успех и стал первым топ-5 альбомом группы, дебютировав на 5 месте.

### 2017: Японский дебют,Ceremony,Demo_01иDemo_02
22 января 2017 года Pentagon выпустили специальный видеоклип «Pretty Pretty», в котором приняла участие Чонха из I.O.I. 29 марта состоялся японский дебют с мини-альбомом Gorilla, который включал в себя ранее выпущенные корейские песни, но на японском языке. По результатам ежемесячного альбомного чарта Oricon он стал № 1. 18 мая была выпущена баллада «Beautiful», спродюсированная Ильхуном из BTOB. С 10 по 12 июня была проведена серия концертов Tentastic Vol. 2 'Trust'.

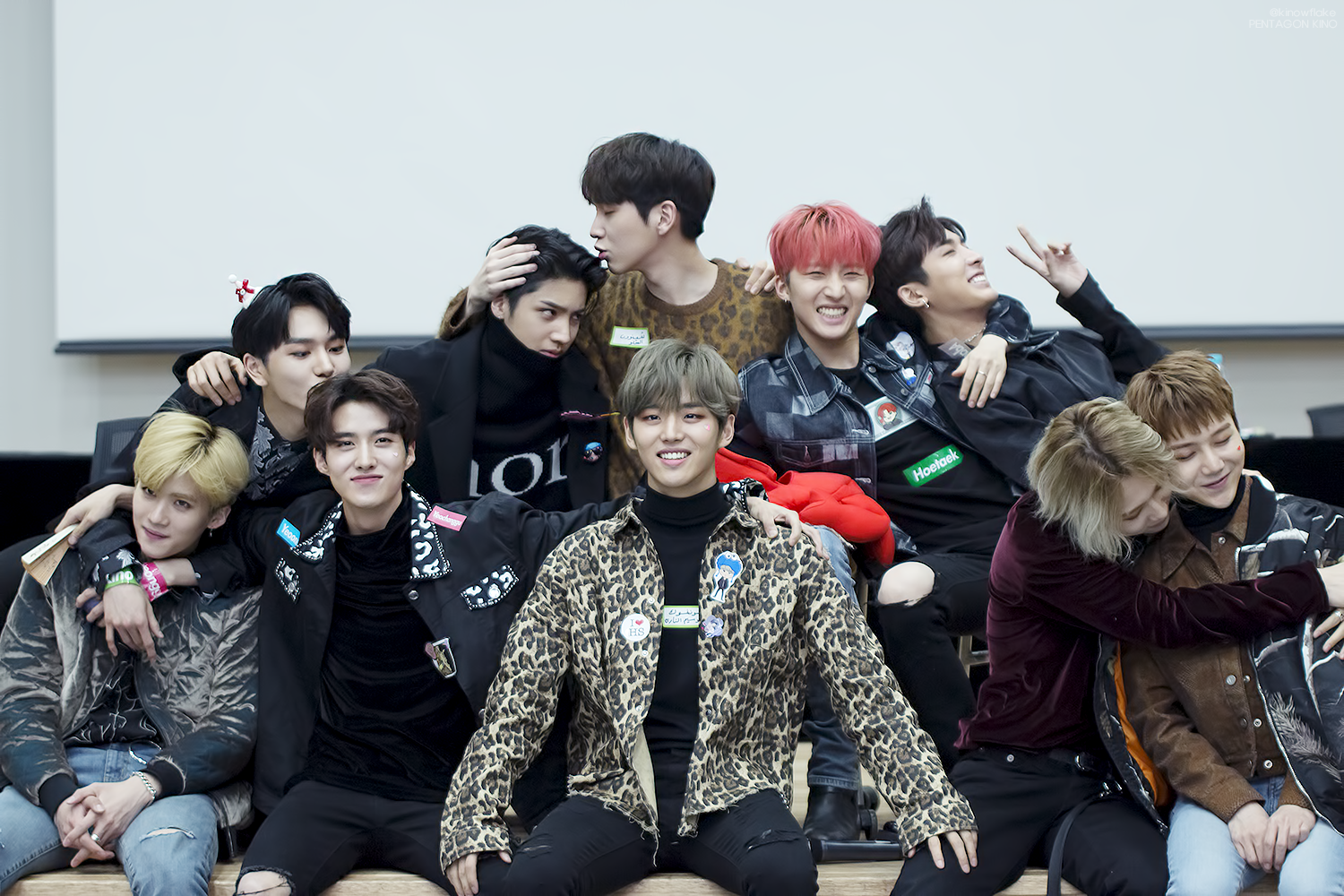
Pentagon в декабре 2017

12 июня был выпущен третий мини-альбом Ceremony. Он стал первым релизом, попавшим в мировой альбомный чарт Billboard. Йенан не смог принять участие в промоушене из-за травмы руки. 24 июля был выпущен специальный видеоклип для фанатов — «Precious Promise».
6 сентября был выпущен четвёртый мини-альбом Demo_01. Также была проведена серия концертов Pentagon Mini Concert Tentastic Vol. 3, 'Promise'. 23 ноября был выпущен пятый мини-альбом Demo_02, и проведены концерты Pentagon Mini Concert Tentastic Vol. 4, 'Dream'.

### 2018:Violet,Positive,Shineи уход Идона

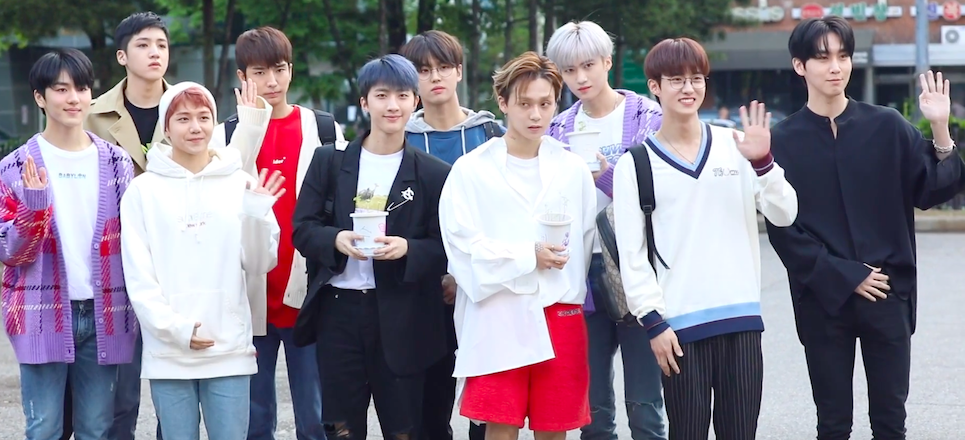
Penttagon в мае 2018 года.

17 января 2018 года Pentagon выпустили второй японский мини-альбом Violet. 1 апреля был проведён концерт Pentagon Mini Concert Tentastic Vol. 5, Miracle.
2 апреля был выпущен шестой мини-альбом Positive, синглом с которого стала композиция «빛나리 (Shine)». Изначально песня не имела успеха в чартах, стартовав с топ-500 MelOn, однако вскоре позиции стремительно набирали обороты и сингл достиг топ-20. Вскоре песня ворвалась в топ-10 мирового синглового чарта Billboard, что стало новым рекордом для группы. Японская версия была выпущена 29 августа.
3 августа, в разгар промоушена Triple H, Идон подтвердил свои отношения с коллегой по лейблу Хёной, несмотря на то, что днём ранее руководство Cube Entertainment в официальном заявлении всё опровергло, назвав все появившиеся на тот момент слухи ложными. В результате произошедшего всё дальнейшее продвижение трио было отменено. В то же время агентство также опровергло слухи об отношениях Хуи и Суджин из (G)I-DLE, заявив, что пара давно рассталась. На волне слухов появилась также информация об отношениях Юто и Еын из CLC, но и это Cube Entertainment также опровергли. Позже стало известно, что Идон временно приостанавливает деятельность в группе. Йенан тоже не принимал участия в продвижении из-за проблем со здоровьем.
14 ноября, после почти трёх месяцев отсутствия деятельности, уход Идона из агентства был официально подтверждён. Контракт был расторгнут в тот же день. Группа продолжит продвижение в составе девяти человек.

### 2019: Cosmo,Genie: us,Sum(me: r)и мировой тур

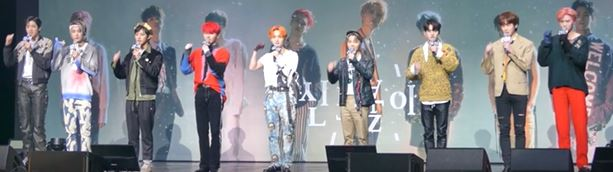
Pentagon на шоукейсе в честь выхода восьмого мини-альбома Genie: us, 27 марта 2019

Pentagon провели свой первый японский тур «Zeppelin — Dear Cosmo» через Осаку, Нагою, Токио и Фукуоку.
В феврале группа дебютировала в Японии с песней «Cosmo», песня была написана Теру. Песня заняла 1 место в диаграмме Oricon, отличной от iTunes.
24 февраля в Олимпийском зале состоялась вторая фан-встреча болельщиков фан-клуба «UNIONE» (Сыграем с Pentagon). 27 марта они выпустили свой восьмой корейский мини-альбом Genie: us с заглавным треком «신토불이 (SHA La La)», участник Кино не смог участвовать в выступлениях из-за травмы, но участвовал во всех других мероприятиях. Группа продолжила продвижение с последующей песней «Spring Snow». Он смог участвовать в промоушене в течение недели.
Первый сольный концерт группы «PRISM» состоялся 27 и 28 апреля 2019 года в имаркет-холле Blue Square. Билеты были распроданы в один день. 2 мая Cube Entertainment объявили о первом концерте Мирового тура, «Prism» с 15 городами по всему миру и 16 шоу. 16 июня Pentagon представил Южную Корею на ежегодном мероприятии «Star of Asia» в Алматы, Казахстан, которое собирает более 20 000 человек на высоком катке Медеу. В июле Pentagon объявили о дополнительных восьми городах для их мироваого тура, который охватывает в общей сложности двадцать три города по всему миру.
17 июля группа выпустила девятый мини-альбом Sum(me: r) но без Йенана по состоянию здоровья.
22 июля Cube Entertainment официально раявил о том, что Йенан не сможет принять участие в Мировом туре «Prism» по состоянию здоровья.

### 2020:Universe: The Black Hall,Road to Kingdom, перерыв Йенана,Universe: The History,We: thи «Eternal Flame»

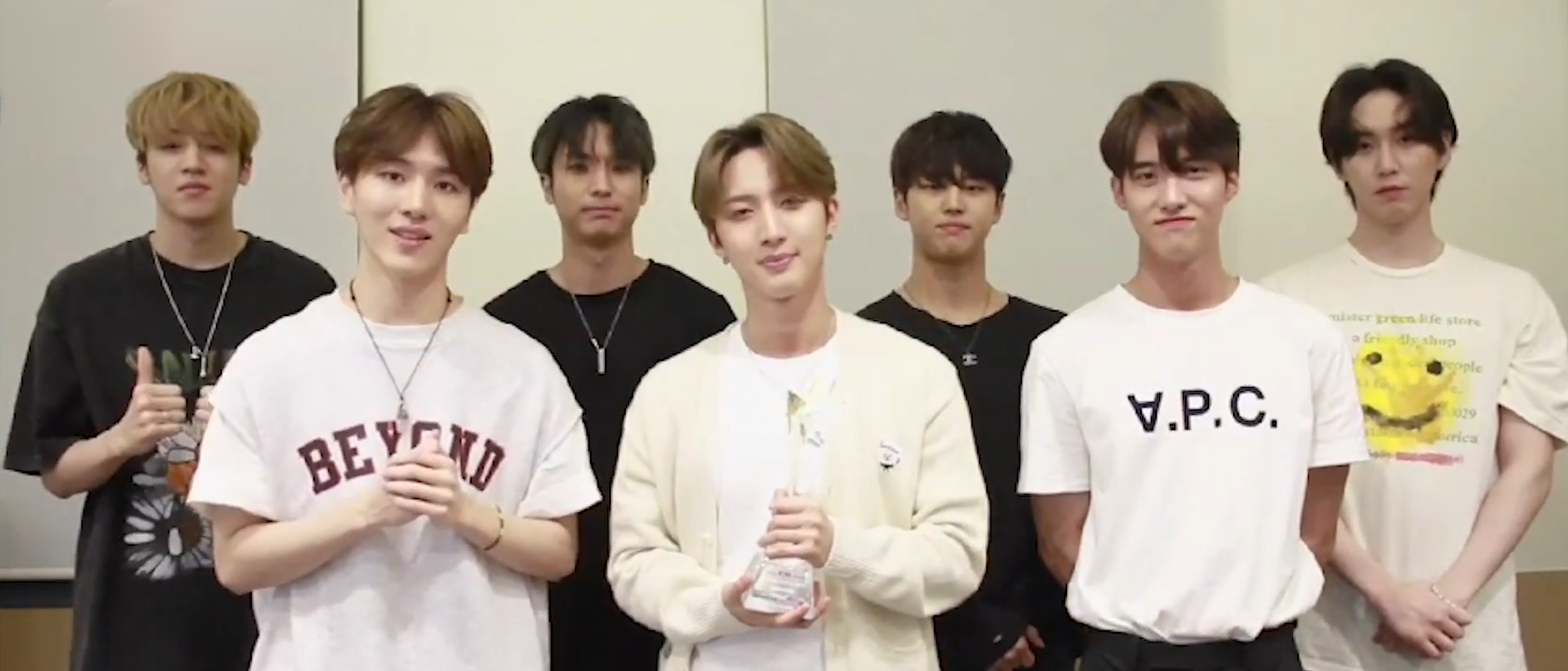
Pentagon с наградой «Ten Asia’s Top Ten Award» 1 сентября 2020 года.

12 февраля 2020 года Pentagon выпустили первый студийный альбом Universe: The Black Hall с заглавным синглом «Dr.Bebe». Группа продвигалась в составе восьми человек, поскольку Йенан не участвовал в продвижении. Их первый студийный альбом содержал 11 треков, которые были написаны в соавторстве или содержат тексты написаными участниками Джинхо, Хуи, Усок, Кино и Юто. Музыкальное видео было перенесено на полночь 12 февраля по восточному времени из-за подавляющего отклика. Группа продолжила продвижение с песней «Shower of Rain» начиная с 12 марта, на M Countdown.
5 марта Pentagon сотрудничали с японской рок-группой Glay в честь 25-летнего юбилея альбома Review II-Best of Glay. Pentagon приняли участие в реалити-шоу на выживание Road to Kingdom. С 30 апреля по 18 июня Pentagon участвовали в шоу на выживании Road to Kingdom. Они выпустили финальную песню «Basquiat», на шоу они заняли третье место. Джинхо поступил на обязательную военную службу в качестве солдата 11 мая.
В сентябре песня «Humph», которая была выпущена 17 июля 2019 года, стала горячей темой в социальных сетях и интернет-сообществах. Корейский пользователь сети высказал мнение, что «песня идеально подходит для ситуации с пандемией COVID-19». Песня стала мемом, и количество видео с фан-камов и музыкальных клипов из музыкальной трансляции «Humph» на YouTube быстро вырос.
6 сентября они провели онлайн-встречу с поклонниками и концерт под названием Pentag-on Air, где они исполнили различные песни, в том числе не выпущенную песню «Spring Snow» в акустической английской версии. Мероприятие привлекло 70 % международных фанатов и 30 % отечественных фанатов от общего числа подключений. 16 сентября Pentagon выпустил песню «Twenty-Twenty», которая стала первым OST для веб-дорамы Twenty-Twenty. Песня была написана Кино и содержит лирику, написанные Кино и Усоком. 17 сентября Йенан официально завершил свой 440-дневный перерыв.
23 сентября группа выпустила свой первый японский студийный альбом (второй альбом в целом) Universe: The History. Альбом включал японские песни с их дебютного мини-альбома, Gorilla, и дебютные синглы «Cosmo» и «Happiness /Sha La La». Альбом дебютировал под номером 7 в чарте альбомов Oricon и под номером 8 в Billboard Japan Hot Albums.
12 октября Pentagon выпустили свой десятый мини-альбом We: th в составе группы из восьми человек без участника Джинхо. Ведущий сингл «Daisy». Альбом состоит из шести песен, включая «I’m Here», сольную песню Джинхо, написанную им самим. We: th стал их самым продаваемым альбомом, продав 64 045 физических копий в первую неделю. 20 октября группа одержала свою первую победу на музыкальном шоу спустя четыре года с «Daisy» на The Show. 28 октября группа выпустила официальную китайскую и японскую версию песни. 10 ноября групаа начала вести свой первый подкаст с DIVE Studios под названием Pentagon’s Jack Pod. Pentagon провели онлайн-концерт 2020 Pentagon Online Concert [WE L:VE] 13 декабря.
18 декабря Pentagon выпустили цифровой сингл «Eternal Flame».

### 2021–2023:Love or Take,In:vite UиFeelin' Like
28 января группа выпустила сингл «Honey Drop» в качестве первого OST для веб-драмы Replay: The Moment.
Хуи поступил на обязательную военную службу в качестве работника социальной службы 18 февраля. Кино возьмет на себя роль лидера группы до тех пор, пока Хуи не вернется. В марте группа снялась в веб-драме под названием Pine Leaf для YouTube-канала SBS yogurD.
15 марта Pentagon выпустили свой одиннадцатый мини-альбом Love or Take с ведущим синглом «Do or Not».
14 июня Pentagon выпустили свой четвертый японский мини-альбом Do or Not, который содержит японскую версию одноименного ведущего сингла.
18 августа участники Юто, Кино и Усок совместно выпустили цифровой сингл «Cerberus».
Джинхо был уволен с военной службы 14 ноября, не вернувшись в часть после своего последнего отпуска, в соответствии с руководящими принципами министерства по предотвращению распространения COVID-19. 24 ноября у Кино был выявлен положительный результат теста на COVID-19.
24 января Pentagon выпустили свой двенадцатый студийный альбом In:vite U с ведущим синглом «Feelin' Like».
21 февраля было объявлено, что Йенан поедет повидаться со своей семьей по личным делам и пока останется с ними. По состоянию на декабрь 2022 года он еще не вернулся, и никаких дальнейших заявлений относительно его будущего в группе сделано не было.
4 марта было подтверждено, что встреча фанатов группы, частная вечеринка, состоялась 2 и 3 апреля.
3 мая Хонсок поступил на обязательную военную службу в качестве солдата срочной службы.
9 августа Кино дебютировал сольно со специальным цифровым синглом «Pose», что сделало его первым участником Pentagon который дебютировал официально сольно.
14 сентября Pentagon выпустили свой пятый японский мини-альбом Feelin' Like, который содержит японскую версию одноименного ведущего сингла.
19 декабря стало известно, что Хуи примет участие в реалити-шоу на выживание Boys Planet от Mnet. Первый эпизод вышел 2 февраля 2023 года.
В апреле 2023 года Pentagon объявили о двухдневном концерте в Токио, который состоится в конце мая, что стало их первым японским концертом более чем за восемь месяцев. 10 мая они выпустили японский цифровой сингл «Shh». 30 августа Pentagon выпустили свой шестой мини-альбом на японском языке Pado с ведущим синглом «Pado (Wave to Me)». 9 сентября они выпустили песню «Love is Pain», ремейк песни «不如» китайской певицы Цинь Хайцин, в рамках проекта NSMG Perfect Match.
9 октября Cube Entertainment объявили, что Ёвона, Йенана, Юто, Кино и Усока не продлили свои контракты с компанией, хотя группа не будет расформирована.

## Участники
Информация взята с официальных профайлов на Naver.
| Псевдоним | Псевдоним | Настоящее имя | Настоящее имя | Дата рождения | Позиция в группе                             |
| Русский   | Хангыль   | Русский       | Хангыль       | Дата рождения | Позиция в группе                             |
| --------- | --------- | ------------- | ------------- | ------------- | -------------------------------------------- |
| Хуи       | 후이      | Ли Хви Тэк    | 이회택        | 28.08.1993    | Лидер, главный вокалист, ведущий танцор      |
| Джинхо    | 진호      | Чо Джин Хо    | 조 진호       | 17.04.1992    | Главный вокалист                             |
| Хонсок    | 홍석      | Ян Хон Сок    | 양홍석        | 17.04.1994    | Ведущий вокалист                             |
| Шинвон    | 신원      | Го Шин Вон    | 고신원        | 11.12.1995    | Вокалист                                     |
| Ёвон      | 여원      | Ё Чан Гу      | 여창구        | 27.03.1996    | Ведущий вокалист, вижуал                     |
| Йенан     | 옌안      | Йен Ан        | 얀안          | 25.10.1996    | Вокалист, вижуал                             |
| Юто       | 유토      | Адати Юто     | 유토 아다치   | 23.01.1998    | Ведущий рэпер, ведущий танцор, вокалист      |
| Кино      | 키노      | Кан Хён Гу    | 강형구        | 27.01.1998    | Главный танцор, вокалист, рэпер, лицо группы |
| Усок      | 우석      | Чон У Сок     | 정우석        | 31.01.1998    | Главный рэпер, вокалист, макнэ               |

### Бывшие участники
| Псевдоним | Псевдоним | Настоящее имя | Настоящее имя | Дата рождения | Позиция в группе                        |
| Русский   | Хангыль   | Русский       | Хангыль       | Дата рождения | Позиция в группе                        |
| --------- | --------- | ------------- | ------------- | ------------- | --------------------------------------- |
| E’Dawn    | 던        | Ким Хё Чжон   | 김효종        | 01.06.1994    | Главный танцор, ведущий рэпер, вокалист |

## Дискография
| Корейские альбомы Студийные альбомы Universe : The Black Hall (2020) Мини-альбомы Pentagon (2016) Five Senses (2016) Ceremony (2017) Demo_01 (2017) Demo_02 (2017) Positive (2018) Thumbs Up! (2018) Genie: us (2019) Sum(me: r) (2019) We: th (2020) Love or Take (2021) In:vite UU (2022) | Японские альбомы Студийные альбомы Universe: The History (2020) Мини-альбомы Gorilla (2017) Violet (2018) Shine (2018) Do or Not (2021) Feelin' Like (2022) Pado (2023) |  |

## Фильмография

### Шоу
- Road to Kingdom (Mnet, 2020)[74]

### Реалити-шоу
- Pentagon Maker (Mnet-M2, 2016)
- Pentory  (Naver V App, YouTube, 2016-н.в)
- Pentagon’s Textbook (Naver V App, 2016—2018)
- Pentagon’s Private Life  (MBC HeyoTV, 2016—2017)
- Pentagon’s To Do List (Naver V App, 2017)
- Pentagon’s TNL (Thursday Night Live) (Naver V App, 2017) (YouTube, 2019)
- Just Do It Yo! (YouTube, 2018-н.в)
- Pentagon X Star Road (Naver V App, 2019—2020)[103]

### Дорама
- Spark (Naver TV Cast, 2016)
- Hello, My Twenties! 2 (JTBC, 2017)

## Концерты и туры

### Хэдлайнеры туры
- 1st Japan Zepp tour — "Dear Cosmo (2019)[55][56]
- Pentagon Prism World Tour (2019)[63]

### Хэдлайнеры концерты
- Pentagon Mini Concert Tentastic Vol.1 — Love (2016)
- PENTAGON 1st Concert in Japan (2017)[104]
- Pentagon Mini Concert Tentastic Vol.2 — Trust (2017)[105][106]
- Pentagon 2017 Tentastic Live Concert in Japan (2017)[107][108]
- Pentagon Mini Concert Tentastic Vol.3 — Promise (2017)[109]
- Pentagon 2017 Tentastic Live Concert in Tokyo (2017)
- Pentagon Mini Concert Tentastic Vol.4 — Dream (2017)[110]
- PENTAGON! Great Live Concert in Japan 2018 Your Whiteday (2018)[111]
- Pentagon Mini Concert Tentastic Vol.5 — Miracle (2018)
- Pentagon concert «PRISM» (2019)[61][62]
- 2020 Pentagon Online Concert [WE L:VE] (2020)

### Семейные концерты
- United Cube Concert — One (2018)[112] (16 June 2018)
- U & Cube Festival 2019 in Japan (2019)[113]

## Награды и номинации

### Mnet Asian Music Awards
| Год  | Категория                         | Получатель | Результат |
| ---- | --------------------------------- | ---------- | --------- |
| 2016 | Best New Male Artist              | Pentagon   | Номинация |
| 2016 | HotelsCombined Artist of the Year | Pentagon   | Номинация |

### Asia Artist Awards
| Год  | Категория                     | Получатель | Результат |
| ---- | ----------------------------- | ---------- | --------- |
| 2016 | Most Popular Artists (Singer) | Pentagon   | 45        |

### Gaon Chart K-Pop Awards
| Год  | Категория          | Получатель | Результат |
| ---- | ------------------ | ---------- | --------- |
| 2017 | Rookie of the Year | Pentagon   | Номинация |

### Golden Disk Awards
| Год  | Категория              | Получатель | Результат |
| ---- | ---------------------- | ---------- | --------- |
| 2017 | New Artist of the Year | Pentagon   | Номинация |
| 2017 | Popularity Award       | Pentagon   | Номинация |

### Seoul Music Awards
| Год  | Категория        | Получатель | Результат |
| ---- | ---------------- | ---------- | --------- |
| 2017 | New Artist Award | Pentagon   | Номинация |
| 2017 | Bonsang Award    | Pentagon   | Номинация |

### Asia Model Awards
| Год  | Категория      | Получатель | Результат |
| ---- | -------------- | ---------- | --------- |
| 2017 | New Star Award | Pentagon   | Победа    |

### Soribada Best K-Music Awards
| Год  | Категория                    | Получатель | Результат |
| ---- | ---------------------------- | ---------- | --------- |
| 2017 | New Korean Wave Rookie Award | Pentagon   | Победа    |